# Ronchamp
Ronchamp är en kommun i departementet Haute-Saône i regionen Bourgogne-Franche-Comté i östra Frankrike. Kommunen ligger i kantonen Champagney som tillhör arrondissementet Lure. År 2022 hade Ronchamp 2 745 invånare.

## Befolkningsutveckling
Antalet invånare i kommunen Ronchamp
| Referens: INSEE |